# Олинго Аллена
Олинго Аллена (лат. Bassaricyon alleni) — млекопитающее из рода олинго семейства енотовых. Видовой эпитет дан в честь американского зоолога Джоэла Азафа Аллена (1838—1921). Обитает в тропических лесах Боливии, Эквадора (восточнее Анд) и Перу. Описание вида совпадает с описанием рода.
Возможно, является подвидом пушистохвостого олинго (Bassaricyon gabbii).